# Plesioneuron murkelense
Plesioneuron murkelense är en kärrbräkenväxtart som beskrevs av Masahiro Kato. Plesioneuron murkelense ingår i släktet Plesioneuron och familjen Thelypteridaceae. Inga underarter finns listade.